# Altmelon
Altmelon là một đô thị ở huyện Zwettl, bang Niederösterreich, Áo.
Đô thị này có diện tích 38,33 km², dân số thời điểm 31 tháng 12 năm 2006 là 908 người.